# Hongshunli
Hongshunli (kinesiska: 鸿顺里, 鸿顺里街道) är ett stadsdelsdistrikt i Kina. Det ligger i storstadsområdet Tianjin, i den norra delen av landet, nära eller i stadens centrum. Antalet invånare är 94 411. Befolkningen består av 44 927 kvinnor och 49 484 män. Barn under 15 år utgör 4,0 %, vuxna 15-64 år 83 %, och äldre över 65 år 11,0 %.